# Jeskyně Silvestrovka
Jeskyně Silvestrovka leží v Křtinském údolí v Moravském krasu nedaleko jeskyně Jestřábky. Byla objevena V. Kubáskem 31. prosince 1910 a po posledním dnu v roce získala své jméno. V jeskyni se nachází řada vodních nádržek o průměru kolem 15 cm a hloubce 30 cm zevnitř inkrustovaných sintrovou masou.